# Hic iacet ecclesie decus, hic pastor bonus, hic flos
Hic iacet ecclesie decus, hic pastor bonus, hic flos (Epitafium Prandoty) –  anonimowy średniowieczny wiersz po łacinie, upamiętniający żyjącego w XIII w. biskupa Jana Prandotę.
Wiersz znany jest z kilku wersji, z których najstarsze pochodzą z Rocznika kapituły krakowskiej i być może powstały w XIII w. Wersja najdłuższa (jedenastowersowa) powstała po odkryciu grobu biskupa w 1454 w katedrze krakowskiej, aczkolwiek wykorzystany jest w niej jeden z wcześniejszych utworów. Wiersz napisany jest heksametrem. Wiele cząstek wersów połączonych jest rymami (np. Hic via veri, gloria cleri, Prandotha, tota). Kilka ostatnich wersów zawiera rymy w zakończeniach.
Utwór zaczyna się stwierdzeniem hic iacet („tu leży”). Dalej zawiera liczne pochwały zmarłego, częściowo o charakterze metaforycznych (np. „ozdoba Kościoła”, „kwiat sprawiedliwości”). Na końcu wymieniona jest największa, zdaniem autora, zasługa biskupa, czyli doprowadzenie do finału kanonizacji św. Stanisława.